# Surin (vescovo)
Surin (... – post 754) è stato un vescovo cristiano orientale siro, metropolita di Hulwan e di Seleucia-Ctesifonte, patriarca della Chiesa d'Oriente nel 754 circa, e infine metropolita di Perat-Maishan.
Sebbene non fosse riconosciuto come patriarca legittimo dai suoi contemporanei, è incluso nella tradizionale lista dei patriarchi della Chiesa d'Oriente.

## Biografia
Alla morte del patriarca Mar Aba II nel 751, la sede patriarcale della Chiesa d'Oriente rimase per un certo periodo vacante. Ne approfittò il metropolita di Hulwan, Surin, il quale, secondo lo storico nestoriano Mari ibn Sulayman, con l'appoggio dell'emiro di Al-Mada'in costrinse con la forza i vescovi nestoriani ad eleggerlo patriarca. Fu consacrato la quinta domenica di Pasqua da Giacomo, metropolita di Beth Lapat. Incerto è l'anno esatto di questa consacrazione, generalmente indicato nel 754.
Lo stesso storico racconta che poco dopo, ossia la seconda domenica dopo l'Ascensione, un sinodo di vescovi riuniti a Hira, informò il califfo Abu l-Abbas al-Saffah delle modalità con cui Surin aveva preso il potere, depose il patriarca usurpatore, ed elesse al suo posto il metropolita Giacomo. Surin fu dapprima incarcerato, ma poi, liberato, fu scelto come metropolita di Perat-Maishan nel sud della Mesopotamia. Non si conosce la data della sua morte.
Abdisho bar Berika attribuisce a Surin un commentario contro gli eretici.